# Langtian
Langtian är en köping i sydöstra Kina. Den ligger i Lechang i staden Shaoguan i provinsen Guangdong, omkring 230 kilometer norr om provinshuvudstaden Guangzhou. Antalet invånare är 23 677. Befolkningen består av 11 739 kvinnor och 11 938 män. Barn under 15 år utgör 22,0 %, vuxna 15-64 år 66 %, och äldre över 65 år 11,0 %.